# Walter Geisdorf
Walter Geisdorf (* 8. Dezember 1893 in Berlin; † 21. Mai 1956) war ein deutscher Radrennfahrer.

## Sportliche Laufbahn
Geisdorf war im Straßenradsport aktiv. Von 1921 bis 1927 war er Berufsfahrer. 1921 gewann er das Etappenrennen München–Berlin vor Erich Aberger und kam in der Bayrischen Rundfahrt sowie in der Rundfahrt zur Kieler Woche auf den 3. Platz. Auch Quer durch Holstein konnte er gewinnen. Im Großen Sachsenpreis 1922 kam er auf den 3. Platz. 1923 wurde er Zweiter bei Rund um Frankfurt hinter Oskar Michael und beim Sieg von Erich Aberger Dritter bei Rund um Berlin. Bei Berlin–Cottbus–Berlin 1924 kam er auf den 4. Platz.
Im Großen Opelpreis von Deutschland 1927 (einem Vorgängerrennen der Deutschland-Rundfahrt) platzierte er sich mehrfach im Vorderfeld der Rennen und wurde Vierter im Gesamtklassement.